# Portada/article juliol 19

## L'espoli
L'espoli o El despullament de les vestidures de Crist en el Calvari és un quadre pintat per El Greco (Domenikos Theotokopoulos, 1541-1614) per a la sagristia de la catedral de Toledo. És una pintura a l'oli sobre llenç que fa 285 centímetres d'alçada per 173 centímetres d'amplada. Va ser realitzada entre els anys 1577 i 1579 i encara es conserva a la sagristia de la catedral; està col·locada com un retaule al fons de la sala i està emmarcada per dues columnes corínties de marbre.
El resultat de la composició de la pintura no va ser del gust dels comitents, perquè van al·legar que teològicament el cap de Crist hauria d'ocupar la part superior de la pintura, sense que hi hagués cap altre personatge que el sobrepassés i també es va discutir sobre la conveniència que apareguessin les tres Maries en aquesta escena, ja que segons el capítol catedralici en cap relat dels Evangelis hi sortien com a presents.